# Pliomeridae
Famille
Les Pliomeridae constituent une famille fossile importante de trilobites, arthropodes marins aujourd'hui disparus, de l'ordre des Phacopida et du sous-ordre des Cheirurina.

## Classification
La famille des Pliomeridae est décrite en 1913 par le paléontologue américain Percy Edward Raymond (1879-1952).

### Collections
Selon Paleobiology Database en 2024, le nombre de collections référencées est de 728.
ces collections sont datées du Tulean de l'Ordovicien inférieur au Pusgilien de l'Ordovicien supérieur, soit de 480,8 à 449,2 Ma avant notre ère.

## Morphologie

### Céphalon
De forme semi-circulaire à semi-elliptique. Glabelle modérément convexe avec 2 ou 3 paires de sillons latéraux. Sillons assez profonds se transformant en lobes arrondis. Fine bordure céphalique, pas de champ pré-glabellaire. Lobe palpébral relativement large, possible présence d’une crête oculaire. Yeux petits, voire absents chez certains genres. Librigène de petite taille se trouvant sur le haut du céphalon. Angle génal de forme, soit arrondie (chez Protopliomerella, Kanoshia), soit avec une pointe génale bien développée de taille modeste (chez Pilekia).

### Thorax
Composé de 11 à 19 segments thoraciques. Terminaisons variables : pointues, lisses ou sillonnées.

### Pygidium
De forme arrondie ou triangulaire, large ou plate, possédant de 2 à 6 anneaux axiaux et terminé par une pièce dite «terminale», région pleurale avec autant de plèvres que d’anneaux au rachis pygidial ; sillons pleuraux se terminant en pointes émoussées ou presque fusionnées dans leur partie postérieure.

## Stratigraphie
Cette famille de trilobites a vécu de l'Ordovicien inférieur à l’Ordovicien supérieur, il y a environ entre 478 et 445 Ma (millions d'années).

## Systématique
La famille des Pliomeridae a été décrite par le naturaliste Percy Edward Raymond en 1913.

### Liste desgenres
- Anapliomera
- Benedettia
- Canningella
- Colobinion
- Coplacoparia
- Cybelopsis
- Ectenonotus
- Encrinurella
- Evropeites
- Gogoella
- Guizhoupliomerops
- Hawleia
- Hintzeia
- Humaencrinuroides
- Ibexaspis
- Josephulus
- Kanoshia
- Leiostrototropis
- Liexiaspis
- Ngaricephalus
- Obliteraspis
- Ovalocephalus
- Parahawleia
- Parapliomera
- Perissopliomera
- Placoparia
- Pliomera
- Pliomerella
- Pliomeridius
- Pliomerina
- Pliomerops
- Protoencrinurella
- Protopliomerella
- Protopliomerops
- Pseudocybele
- Pseudomera
- Quinquecosta
- Rossaspis
- Strotactinus
- Tesselacauda
- Tienshihfuia
- Tzuchiatocnemis'